# NK Meteor Slakovci
NK Meteor Slakovci je nogometni klub iz Slakovaca.
U sezoni 2020./21. se natječe se u 3. ŽNL Vukovarsko-srijemska NS Vinkovci.

## Povijest
Nogometni klub u Slakovcima je osnovan 1927. godine pod imenom NK Golub. Prvu nogometnu utakmicu, klub je odigrao u Privlaci 1931. godine. 1932. godine, klub mijenja naziv u današnji NK Meteor. Od 1966. godine, klub igra na terenu Petrovačica.
Rad kluba je obnovljen 1998. godine i tada je započeta obnova i gradnja višenamjenskog sportsko-rekreativnog centra "Petra Vuković".

### Plasmani kluba kroz povijest
| Sezona                              | Liga                                                    | Plasman                             |
| ----------------------------------- | ------------------------------------------------------- | ----------------------------------- |
| 1946.                               | Kotarska nogometna liga Vinkovci Grupno natjecanje      | nepoznat plasman                    |
| 1947.                               | Kotarska nogometna liga Vinkovci Grupa II               | nepoznat plasman                    |
| 1948.                               | Kotarska nogometna liga Vinkovci Istočna grupa          | nepoznat plasman                    |
| 1949.                               | Kotarska nogometna liga Vinkovci Grupa III              | nepoznat plasman                    |
| 1950.                               | Kotarska nogometna liga Vinkovci Jedinstvena grupa      | nepoznat plasman                    |
| 1951.                               | Kotarska nogometna liga Vinkovci Jedinstvena grupa      | nepoznat plasman                    |
| 1952.                               | klub se nije natjecao                                   | klub se nije natjecao               |
| 1953.                               | Kotarska nogometna liga Vinkovci Grupa II               | nepoznat plasman                    |
| 1954. – 1956. klub se nije natjecao |                                                         |                                     |
| 1957./58.                           | 2. razred NP Vinkovci 4. grupa                          | nepoznat plasman (2. ili 3. mjesto) |
| 1958./59.                           | 2. razred NP Vinkovci 4. grupa                          | 2. mjesto                           |
| 1959./60.                           | Grupno prvenstvo NP Vinkovci Grupa IV                   | nepoznat plasman                    |
| 1960./61.                           | Grupno prvenstvo NP Vinkovci Grupa III                  | nepoznat plasman                    |
| 1961./62.                           | Grupno prvenstvo NP Vinkovci Grupa II                   | nepoznat plasman                    |
| 1962./63.                           | Grupno prvenstvo NP Vinkovci Grupa III                  | nepoznat plasman                    |
| 1963./64.                           | Grupno prvenstvo NP Vinkovci Grupa II                   | nepoznat plasman                    |
| 1964./65.                           | Grupno prvenstvo NP Vinkovci Grupa III                  | nepoznat plasman                    |
| 1965./66.                           | Grupno prvenstvo NP Vinkovci Grupa III                  | 1. mjesto                           |
| 1966./67.                           | Podsavezna nogometna liga NP Vinkovci                   | 5. mjesto                           |
| 1967./68.                           | Podsavezna nogometna liga NP Vinkovci                   | 6. mjesto                           |
| 1968./69.                           | Podsavezna nogometna liga NP Vinkovci                   | 12. mjesto                          |
| 1969./70.                           | Podsavezna nogometna liga NP Vinkovci                   | 8. mjesto                           |
| 1970./71.                           | Područna nogometna liga NSP Vinkovci                    | 6. mjesto                           |
| 1971./72.                           | Područna nogometna liga NSP Vinkovci                    | 1. mjesto                           |
| 1972./73.                           | Područna nogometna liga NSP Vinkovci                    | 5. mjesto                           |
| 1973./74.                           | Područna nogometna liga NSP Vinkovci                    | 4. mjesto                           |
| 1974./75.                           | Područna nogometna liga NSP Vinkovci                    | 5. mjesto                           |
| 1975./76.                           | Područna nogometna liga NSP Vinkovci                    | 14. mjesto                          |
| 1976./77.                           | Područna nogometna liga NSP Vinkovci                    | 4. mjesto                           |
| 1977./78.                           | Općinska nogometna liga Vinkovci                        | 5. mjesto                           |
| 1978./79.                           | Općinska nogometna liga Vinkovci                        | 8. mjesto                           |
| 1979./80.                           | Općinska nogometna liga Vinkovci                        | 7. mjesto                           |
| 1980./81.                           | Općinska nogometna liga Vinkovci                        | nepoznat plasman                    |
| 1981./82.                           | Općinska nogometna liga Vinkovci                        | 5. mjesto                           |
| 1982./83.                           | Općinska nogometna liga Vinkovci                        | nepoznat plasman                    |
| 1983./84.                           | Općinska nogometna liga Vinkovci                        | 9. mjesto                           |
| 1984./85.                           | Općinska nogometna liga Vinkovci                        | nepoznat plasman                    |
| 1985./86.                           | Općinska nogometna liga Vinkovci                        | 1. mjesto                           |
| 1986./87.                           | Međuopćinska nogometna liga Vinkovci – Županja – Đakovo | 6. mjesto                           |
| 1987./88.                           | Međuopćinska nogometna liga Vinkovci – Županja – Đakovo | 14. mjesto                          |
| 1988./89.                           | 1. općinska nogometna liga Vinkovci                     | 12. mjesto                          |
| 1989./90.                           | 1. općinska nogometna liga Vinkovci                     | nepoznat plasman                    |
| 1990./91.                           | 1. općinska nogometna liga Vinkovci                     | 3. mjesto                           |
| 1991. – 1994. klub nije djelovao    |                                                         |                                     |
| 1994./95.                           | 5. HNL Istok                                            | 6. mjesto                           |
| 1995./96.                           | 2. ŽNL Vukovarsko-srijemska                             | nepoznat plasman                    |
| 1996./97.                           | 2. ŽNL Vukovarsko-srijemska                             | 1. mjesto                           |
| 1997./98.                           | 1. ŽNL Vukovarsko-srijemska                             | 2. mjesto                           |
| 1998./99.                           | 1. ŽNL Vukovarsko-srijemska Grupa A                     | 7. mjesto                           |
| 1999./2000.                         | 1. ŽNL Vukovarsko-srijemska Grupa A                     | 8. mjesto                           |
| 2000./01.                           | 1. ŽNL Vukovarsko-srijemska Grupa A                     | 14. mjesto                          |
| 2001./02.                           | 2. ŽNL Vukovarsko-srijemska Grupa A                     | 2. mjesto                           |
| 2002./03.                           | 2. ŽNL Vukovarsko-srijemska Grupa A                     | 7. mjesto                           |
| 2003./04.                           | 2. ŽNL Vukovarsko-srijemska Grupa A                     | 2. mjesto                           |
| 2004./05.                           | 2. ŽNL Vukovarsko-srijemska Grupa A                     | 1. mjesto                           |
| 2005./06.                           | 1. ŽNL Vukovarsko-srijemska                             | 13. mjesto                          |
| 2006./07.                           | 1. ŽNL Vukovarsko-srijemska                             | 11. mjesto                          |
| 2007./08.                           | 1. ŽNL Vukovarsko-srijemska                             | 16. mjesto                          |
| 2008./09.                           | 2. ŽNL Vukovarsko-srijemska NS Vinkovci                 | 10. mjesto                          |
| 2009./10.                           | 2. ŽNL Vukovarsko-srijemska NS Vinkovci                 | 2. mjesto                           |
| 2010./11.                           | 2. ŽNL Vukovarsko-srijemska NS Vinkovci                 | 10. mjesto                          |
| 2011./12.                           | 2. ŽNL Vukovarsko-srijemska NS Vinkovci                 | 1. mjesto                           |
| 2012./13.                           | 1. ŽNL Vukovarsko-srijemska                             | 14. mjesto                          |
| 2013./14.                           | 2. ŽNL Vukovarsko-srijemska NS Vinkovci                 | 5. mjesto                           |
| 2014./15.                           | 2. ŽNL Vukovarsko-srijemska NS Vinkovci                 | 8. mjesto                           |
| 2015./16.                           | 2. ŽNL Vukovarsko-srijemska NS Vinkovci                 | 6. mjesto                           |
| 2016./17.                           | 2. ŽNL Vukovarsko-srijemska NS Vinkovci                 | 11. mjesto                          |

## Vanjske poveznice
- Facebook profil kluba